# Жить в кайф
«Жить в кайф» — другий студійний альбом Макса Коржа випущений 21 жовтня 2013 року під лейблом «Respect Production».

## Передісторія
У березні 2013 року в інтерв'ю сайту «Звуки.ру» виконавець сказав, що новий альбом буде помітно відрізнятися від попереднього альбому «Животный мир» . Незадовго до виходу альбому, був випущений кліп його заголовної пісні «Жить в кайф».

## Критика
Портал The Flow помістив альбом в «20 головних реп-альбомів 2010-х» .

## Список пісень
| #                  | Назва                | Тривалість |
| ------------------ | -------------------- | ---------- |
| 1.                 | «Здоровый сон»       | 5:05       |
| 2.                 | «Стань»              | 3:08       |
| 3.                 | «Мотылёк»            | 3:56       |
| 4.                 | «За тобой»           | 3:56       |
| 5.                 | «Эмигрант»           | 2:48       |
| 6.                 | «Тралики»            | 4:06       |
| 7.                 | «Жить в кайф»        | 2:54       |
| 8.                 | «Нет новостей»       | 3:33       |
| 9.                 | «Сеть»               | 3:17       |
| 10.                | «Неважно»            | 4:39       |
| 11.                | «Эндорфин»           | 4:28       |
| 12.                | «Тает дым»           | 3:26       |
| 13.                | «Зелёный чемодан»    | 3:43       |
| 14.                | «Нет никаких правил» | 4:50       |
| 15.                | «Время»              | 3:38       |
| 16.                | «Неважно»            | 3:18       |
| 17.                | «Тает дым»           | 3:23       |
| 1 година 4 хвилини |                      |            |

## Премії і номінації
| Рік  | Премія               | Номінація         | Результат | Іст.  |
| ---- | -------------------- | ----------------- | --------- | ----- |
| 2013 | Experty.by           | Кращий поп-альбом | Перемога  | [ 6 ] |
| 2014 | «Премія Муз-ТВ 2014» | Кращий альбом     | Перемога  | [ 7 ] |